# Kfz-Kennzeichen (Norwegen)

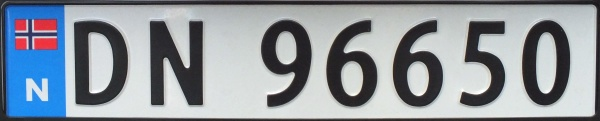
Kennzeichen von 2006 bis 2008 und ab 2012

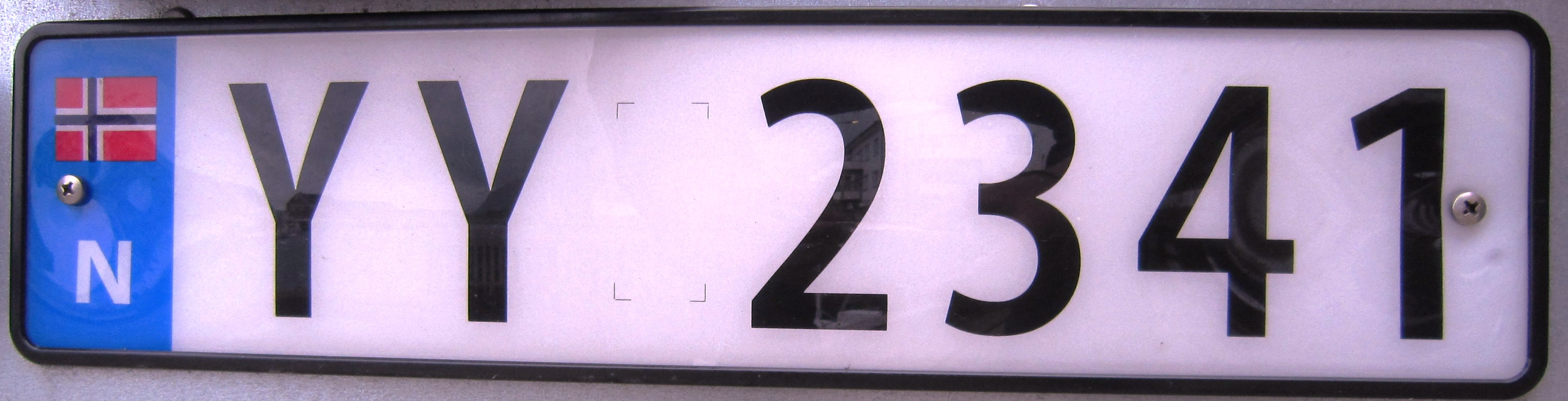
Anhänger-Kennzeichen von 2009 bis 2012

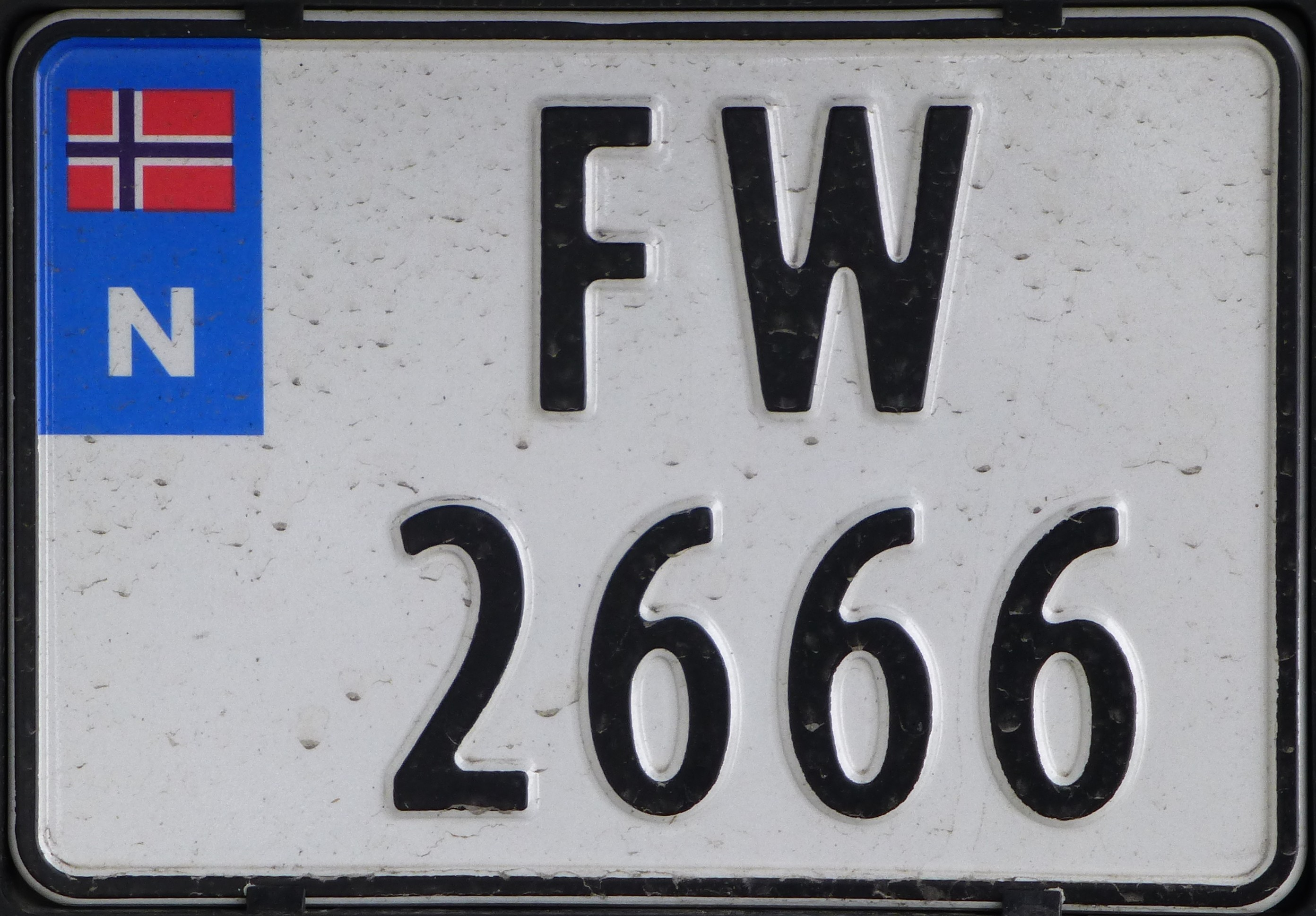
Zweirad-Kennzeichen von 2006 bis 2008 und ab 2012

Die norwegischen Kfz-Kennzeichen bestehen in der Regel aus schwarzer Schrift auf weißem Untergrund. Am linken Rand zeigen die Schilder einen blauen Balken mit der Flagge Norwegens und dem Nationalitätszeichen N. Es folgen zwei Buchstaben und fünf, bei Anhängern und Zweirädern vier Ziffern. Die Buchstaben geben die Region an, in der das Fahrzeug erstmals zugelassen wurde. Eine Besonderheit ist, dass das Kfz-Kennzeichen dem Fahrzeug zugeordnet ist und nicht dem Besitzer. Wird ein Fahrzeug verkauft, bleibt das Kennzeichen unabhängig vom Wohnsitz des Besitzers erhalten. Kauft beispielsweise ein Bewohner von Tromsø ein Auto aus Stavanger, behält es trotzdem die Kennung RE. Auf Wunsch kann man aber bei jeder Zulassungsstelle die Buchstabenkombination einer anderen Zulassungsstelle erhalten, allerdings nur aus der aktuellen Kombination.
Alle jemals ausgegebenen normalen Kennzeichen Norwegens haben noch ihre volle Gültigkeit.

## Aktuelles System

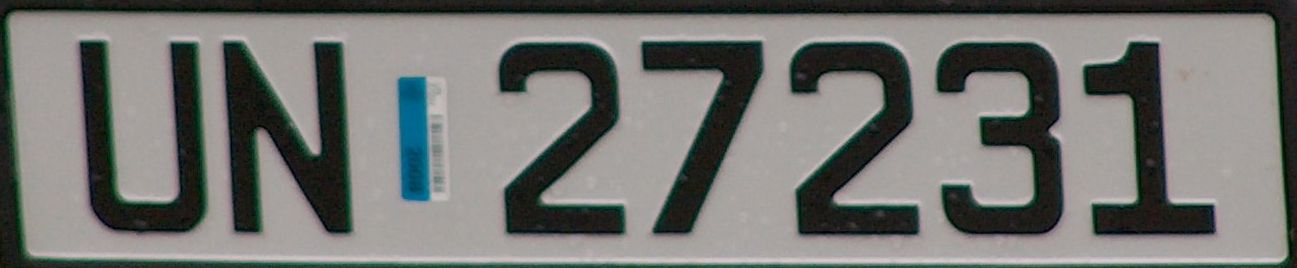
Kennzeichen von 2001 bis 2006

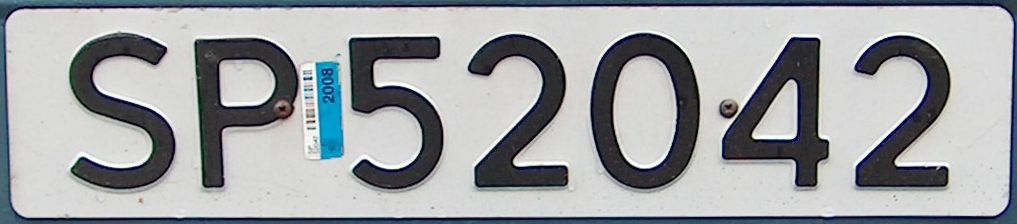
Kennzeichen von 1971 bis 2001

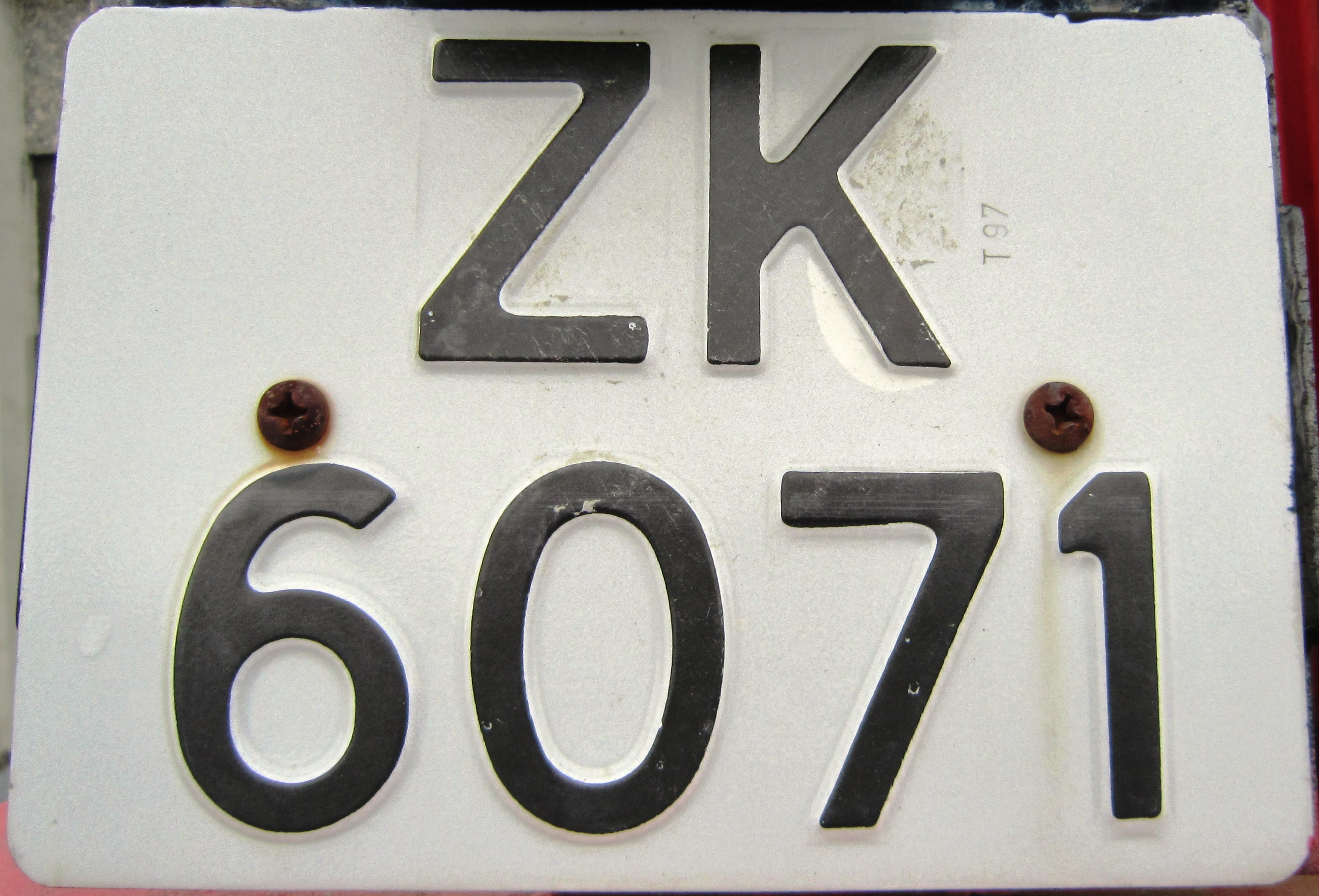
Motorradkennzeichen bis 2001

Das derzeitige Kennzeichen-System wurde 1971 eingeführt und seitdem mehrfach leicht abgeändert.
Ursprünglich wurde auf den Schildern eine proportionale Schriftart verwendet, weswegen auch kürzere Schilder existierten. Dies war beispielsweise der Fall, wenn die Ziffer 1 mehrfach vorkam. Am 1. Januar 2002 wurden die Länge der Kennzeichen auf das europäische Einheitsmaß von 510 mm × 110 mm angepasst und eine neue Monospace-Schriftart eingeführt. Das Layout wurde am 1. November 2006 um einen blauen Balken (vergleichbar mit dem der Euro-Kennzeichen) am linken Schildrand ergänzt. In dessen oberen Teil ist die norwegische Flagge und darunter in weißer Schrift das Nationalitätszeichen N abgebildet. Es ist jedoch möglich, den blauen Balken mittels weißen (Personbil) bzw. grünen (Varebil) Aufklebern, welche es auf Wunsch zusätzlich zu den Kennzeichen gibt, zu überkleben. Auf Wunsch werden auch Kennzeichen ohne blauen Balken ausgegeben. Weiterhin wurde die Schriftart erneut geändert, da sich die alte als schlecht lesbar erwies, was zu Verwechslungen von Buchstaben (z. B. von A und R) führte.
Zu Beginn des Jahres 2009 wurde die Produktion auf Kunststoff-Kennzeichen, die im Gegensatz zu den Metall-Kennzeichen keine erhabenen Zeichen besitzen, umgestellt. 2012 entschied man sich, zum Aluminium-Kennzeichen zurückzukehren.
Anhand der Ziffernkombination lässt sich ablesen, in welchem Monat das Fahrzeug zur EU-Kontrolle, früher Periodisk Kjøretøykontroll genannt (vergleichbar mit der deutschen Hauptuntersuchung), muss. Dabei steht die letzte Ziffer für den entsprechenden Monat, allerdings mit zwei Ausnahmen. Die Ziffer 7 steht für November, da im Juli und im Dezember kein Fahrzeug zur EU-Kontrolle muss, und für Oktober ist die Ziffer 0 statt 10 vorgesehen. Außerdem ist es in Norwegen möglich, per SMS zu erfahren, wer der Halter ist, wann das Fahrzeug zur EU-Kontrolle muss und ob die Jahresabgabe bezahlt wurde. Hierzu sendet man eine SMS mit dem Kürzel REGNR und dem entsprechenden Kennzeichen an die Nummer 2282 und erhält die Daten per SMS.

### Zulassung

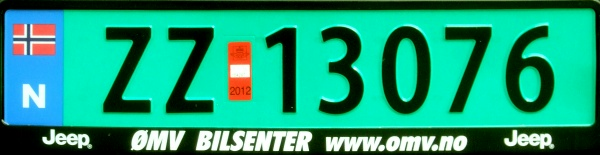
Varebil-Kennzeichen ab 2006

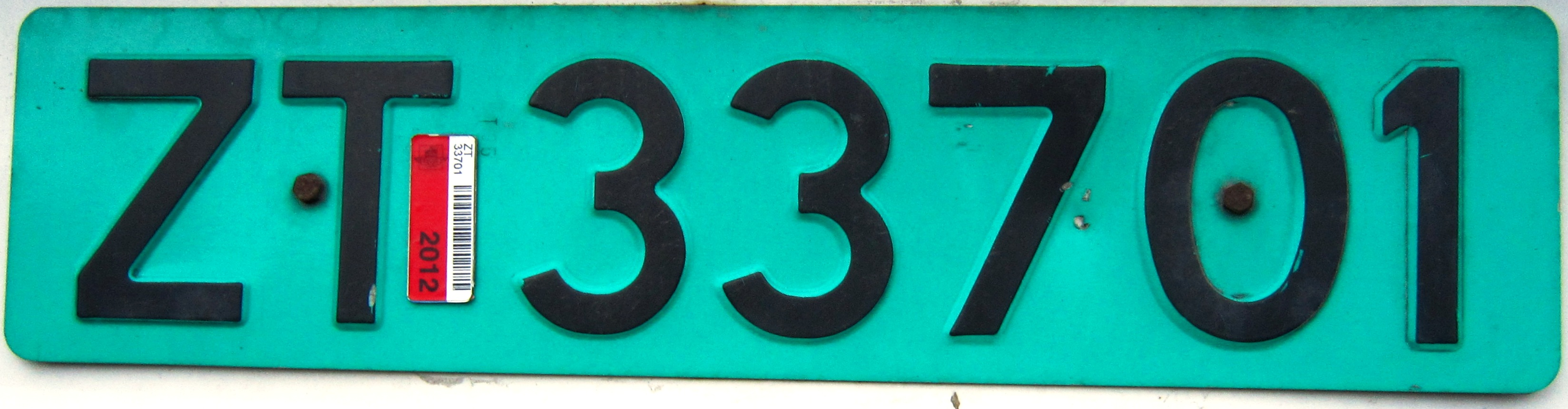
Varebil-Kennzeichen bis 2001

Bevor ein Fahrzeug in Norwegen zugelassen werden kann, muss eine sogenannte Engangsavgift gezahlt werden. Diese errechnet sich nach Gewicht, Hubraum, Leistung, Alter sowie der Art des Kraftfahrzeugs. Ermäßigt sind bei dieser Abgabe Lastwagen, Busse, Campingwagen und die sogenannten Varebil („Warenauto“; Lkw bis 3,5 t mit maximal drei Sitzen und abgetrenntem Laderaum). Zur besseren Unterscheidung zu normalen Pkw bekommen letztere ein Kennzeichen mit schwarzer Schrift und grünem Hintergrund. Dieses hat allerdings keinen Einfluss auf die jährliche Kraftfahrzeugsteuer; auch Privatleute können das grüne Kennzeichen benutzen, was wegen der deutlich günstigeren Anschaffungspreise für Varebil auch gerne genutzt wird.
Personen mit festem Wohnsitz in Norwegen ist es rechtlich untersagt, dort Autos mit ausländischer Registrierung zu fahren. Ausnahmen gibt es nur für Ausländer mit befristetem Arbeitsvertrag (maximal zwei Jahre) sowie für Berufskraftfahrer (Spedition etc.). Ausnahmen müssen größtenteils vorher beim Zoll beantragt werden.

### Plakette

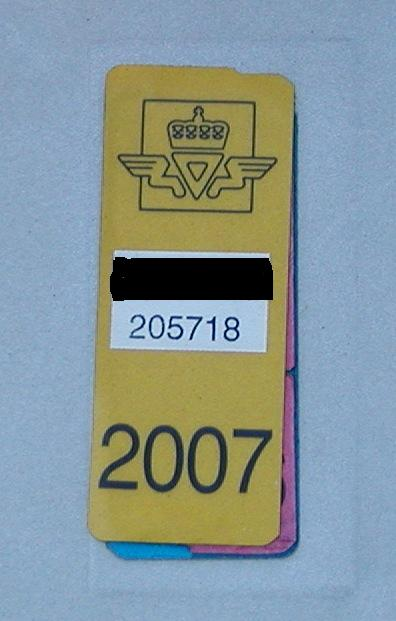
Norwegische „TÜV“-Plakette

Auf beide Kennzeichen wurde in der Vergangenheit eine rechteckige Plakette (norw. „Oblater“) geklebt, die jährlich die Farbe in der Reihenfolge blau/rot/gelb usw. wechselte und individuell vom norwegischen Straßenverkehrsamt im Vorjahr an die Halter ausgestellt wurde. Diese Plakette zeigte nicht nur, dass das Fahrzeug die technische Untersuchung bestanden hat; sie sagte vor allem aus, dass auch Kraftfahrzeugsteuer und Versicherung ordnungsgemäß bezahlt worden sind. Am 1. Mai 2012 wurde die Vergabe der Plaketten eingestellt, da automatische Kennzeichenerfassungssysteme sie überflüssig gemacht hatten.
Durch die Abschaffung erhofft man sich auch eine Senkung der Verwaltungskosten. Die Verwendung solcher Prüfplaketten war zuvor bereits auf schwedischen (2010) und estnischen Kfz-Kennzeichen zu Gunsten der elektronischen Erfassung aufgegeben worden.

### Kennzeichenvarianten
Kennzeichen der sogenannten Varebil (siehe unter Zulassung) besitzen schwarze Aufschrift auf grünem Grund.

#### Händlerkennzeichen

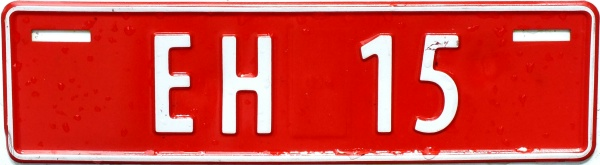
Händlerkennzeichen

Händlerkennzeichen zeigen eine rote Hintergrundfarbe und weiße Lettern. Sie bestehen aus zwei oder drei Buchstaben und zwei Ziffern. Die Schilder fallen besonders durch ihre Kürze und die teils ungewöhnlichen Befestigungsmethoden auf.
Bei den Kennzeichen mit drei Buchstaben kann die Herkunft des Fahrzeugs nicht ermittelt werden.
Händlerkennzeichen für Anhänger tragen auf dem Kennzeichen ein T (für Tilhenger) hinter der Buchstaben-Ziffern-Kombination.

#### Probe- und Überführungskennzeichen

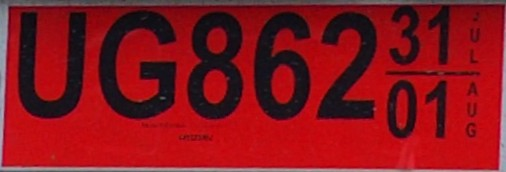
Probekennzeichen

Probe- und Überführungskennzeichen haben schwarze Zeichen auf rotem Untergrund. Die Schilder bestehen aus Klebefolie und sind in einer anderen Schriftart gestaltet. Sie zeigen zwei Buchstaben sowie drei Ziffern gefolgt von der Angabe der Gültigkeit durch zwei übereinander stehende Tagesangaben. Ein Probekennzeichen kostet derzeit (2012) 250 norwegische Kronen (ca. 34 Euro) pro Gültigkeitstag. Dies ist inklusive einer Haftpflichtversicherung.

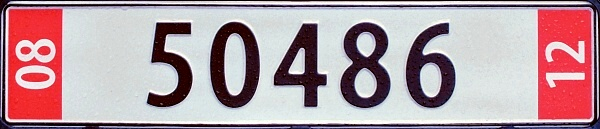
Export-Kennzeichen, 5=Bergen

Kennzeichen für den Export von fabrikneuen Fahrzeugen oder für Touristen (wo die Fahrzeuge nicht zugelassen sind, bzw. die Kennzeichen oder Zulassung nicht den internationalen Abkommen über Straßenverkehr entsprechen) zeigen lediglich vier oder fünf (je nach Fahrzeugart) schwarze Ziffern auf weißem Grund. Das Kennzeichen wird zu beiden Seiten von einem roten Balken begrenzt, der die maximale Gültigkeit angibt (Monat links, Jahr rechts). Export-Kennzeichen werden von der norwegischen Polizei vergeben. Die erste Ziffer gibt den Zulassungsort an:
- 1 = Oslo
- 2 = Larvik
- 3 = Kristiansand
- 4 = Stavanger
- 5 = Bergen
- 6 = Trondheim
- 7 = Tromsø

#### Militärische Kennzeichen

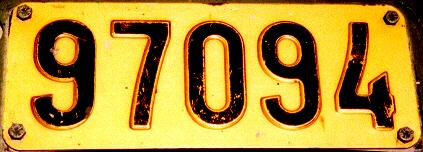
Militärkennzeichen

Die norwegischen Streitkräfte verwenden gelbe Kennzeichen mit schwarzen Ziffern. Militärische Test-Kennzeichen besitzen rote Schrift. Sie werden ausschließlich vom Verteidigungsmuseum (Forsvarsmuseet, FMU) und der Test- und Entwicklungsabteilung (Test og utvikling, T-U) genutzt.

#### Rallye-Kennzeichen

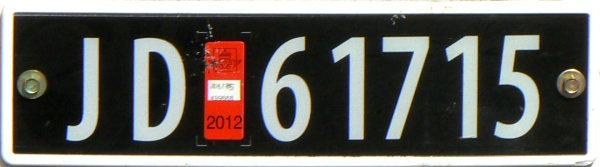
Rallye-Kennzeichen

Fahrzeuge, die an Rallye-Veranstaltungen teilnehmen, benutzen schwarze Kennzeichen mit weißen Buchstaben und Ziffern. Fahrten auf öffentlicher Straße sind nur bei Teilnahme an einer Rallye, Fahrten von und zur Rallye sowie vom und zum organisierten Training zulässig. Diese Fahrzeuge sind von der hohen Zulassungssteuer befreit (deswegen die Nutzungseinschränkungen).

#### Kennzeichen für Fahrzeuge außerhalb des öffentlichen Straßenverkehrs

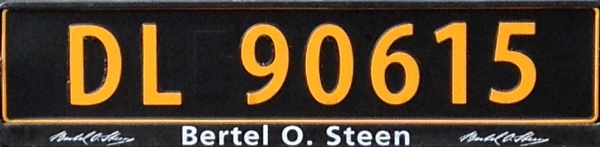
Kennzeichen für ein Fahrzeug, das nicht auf öffentlichen Straßen benutzt werden darf

Fahrzeuge, die nicht im öffentlichen Straßenverkehr benutzt werden dürfen, aber dennoch versichert und zugelassen sind, erhalten Kennzeichen mit schwarzem Hintergrund und gelber Aufschrift. Hierzu zählen beispielsweise Schneemobile, Quads, Camping-Anhänger auf Zeltplätzen, verschiedene Fahrzeugtypen auf Flughäfen, in Hafengebieten usw. Diese Fahrzeuge sind von der Kfz-Steuer befreit und bekamen deshalb in der Vergangenheit auch keine Plaketten zugeteilt. Alle Fahrzeuge auf Spitzbergen bekommen ebenfalls diesen Kennzeichentyp, da es auf Spitzbergen ausschließlich Privatwege/-straßen gibt und diese Inseln von der hohen Zulassungssteuer befreit sind. Die Aufschrift beginnt in diesem Fall mit ZN. Fahrzeuge, die von Spitzbergen auf das norwegische Festland verkauft werden, behalten ebenfalls ihre Registrierungsnummer, werden aber gegen die entsprechend andersfarbigen Kennzeichen des Festlandes, nach Verzollung, getauscht. Dies gilt ebenfalls für den steuerbefreiten vorübergehenden Import („Urlaub“).

#### Oldtimer-Kennzeichen
Oldtimer-Fahrzeuge können Kennzeichen nach dem alten Schema vor 1971 erhalten (ein Buchstabe und bis zu fünf Ziffern), dies gilt auch, wenn diese erst kürzlich nach Norwegen importiert worden sind.
Zwischen 1929 und 1971 wurden die Buchstaben wie folgt verteilt:
- A –  Oslo
- B –  Østfold
- C –  Akershus
- D –  Hedmark
- E –  Oppland
- F –  Buskerud
- H –  Telemark
- I –  Aust-Agder
- K –  Vest-Agder
- L –  Rogaland
- O –  Bergen
- P –  Svalbard
- R –  Hordaland
- S –  Sogn og Fjordane
- T –  Møre og Romsdal
- U –  Sør-Trøndelag
- V –  Nord-Trøndelag
- W –  Nordland
- X –  Troms
- Y –  Finnmark
- Z –  Vestfold

#### Kennzeichen für Fahrzeuge des Königshauses

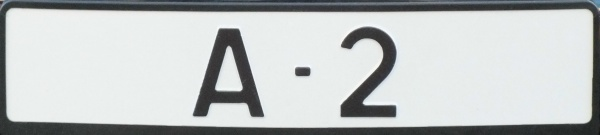
Kennzeichen des Königshauses

Fahrzeuge des norwegischen Königshauses tragen Kennzeichen, die mit einem A beginnen.

#### Diplomatenkennzeichen

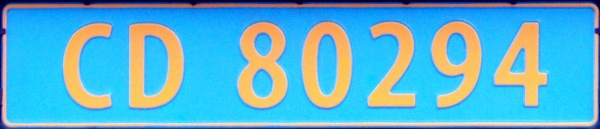
Diplomatenkennzeichen, 80=Deutschland

Diplomatenkennzeichen zeigen gelbe Schrift auf hellblauem Grund. Sie bestehen aus den Buchstaben CD, gefolgt von einer fünfstelligen Zahl. Die beiden ersten Ziffern geben das Herkunftsland an. Mittlerweile verwenden einige diplomatische Vertretungen auch zivile Kennzeichen.

| 10 Vereinigte Staaten1 11 Argentinien 12 Afghanistan 14 Belgien 15 Brasilien 16 Vereinigtes Königreich1 17 Bulgarien 18 Philippinen 19 Internationales Barents Sekretariat 20 Kanada 21 Chile 22 Kolumbien 23 Kuba 24 Costa Rica 25 Algerien 26 Dänemark 28 Europäische Union 29 Ägypten 30 Ecuador 31 Estland 33 Finnland 34 Frankreich 35 UNDP 37 Griechenland 40 Indien | 41 Indonesien 42 Iran 43 Island 44 Israel1 45 Italien 46 Irak 47 Saudi-Arabien 48 Jemen 49 Serbien 51 Kasachstan 52 Volksrepublik China 53 Südkorea 54 Nordkorea 55 Kroatien 56 Marokko 57 Mexiko 60 Niederlande 62 Pakistan 63 Panama 64 Polen 65 Portugal 66 Palästina 68 Rumänien 71 Russland | 72 Spanien 73 Schweiz 74 Schweden 75 Südafrika 76 Thailand 77 Tschechien 78 Türkei 79 ehem. DDR 80 Deutschland 81 Tunesien 82 Ukraine 83 Ungarn 86 Venezuela 87 Vietnam 88 Nordmazedonien 89 Österreich 90 Slowakei 91 Litauen 92 Guatemala 93 Bosnien und Herzegowina 94 Lettland 95 Sudan 96 Sri Lanka 97 Irland |

1 Seit 2001/02 verwenden diese Staaten normale Kennzeichen aus Oslo.

#### Wunschkennzeichen

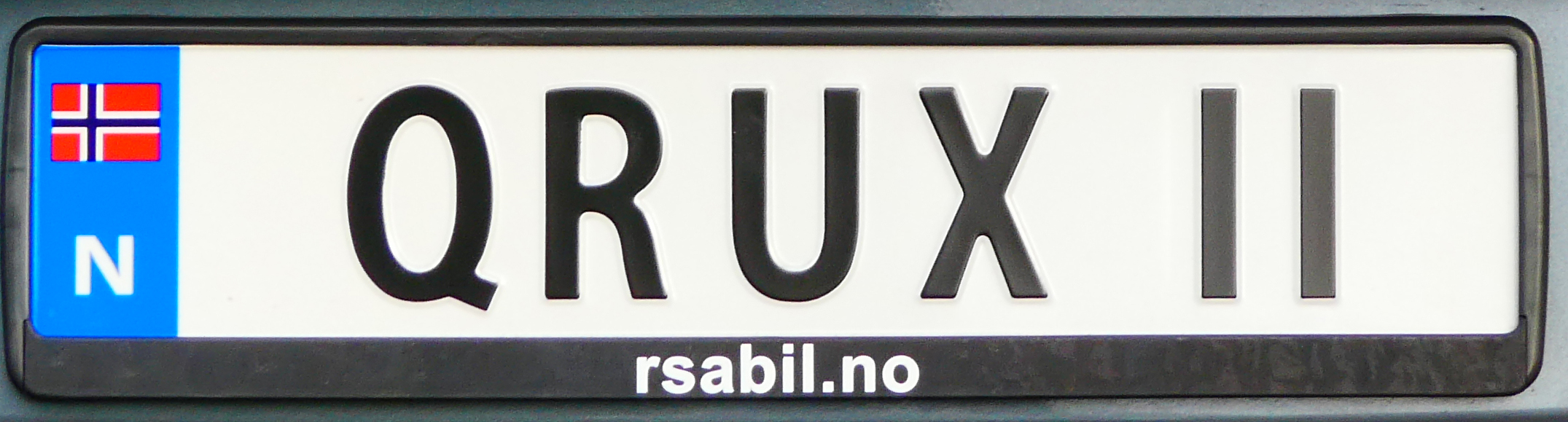
Wunschkennzeichen

Seit Juni 2017 kann man Wunschkennzeichen erhalten. Diese sind dann personengebunden und nicht fahrzeuggebunden.
Das Kennzeichen muss aus zwei bis sieben Zeichen (Ziffern und/oder Buchstaben einschließlich Leerzeichen) bestehen.
Sie kosten 9000,- Kronen (ca. 900 €) für den Zeitraum von 10 Jahren.
Nur Autos (Pkws, Lkws) mit dem Kennzeichenformat 520 mm × 110 mm können diese Kennzeichen erhalten. Motorräder, Fahrzeuge mit zweizeiligen oder verkleinerten Kennzeichen können diese vorläufig nicht erhalten.

## Liste der Kennzeichen-Kürzel in Norwegen

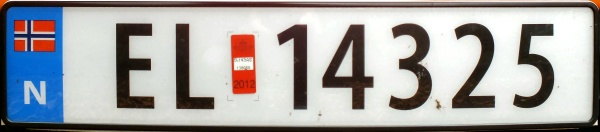
Kennzeichen für Elektrofahrzeuge (EL)

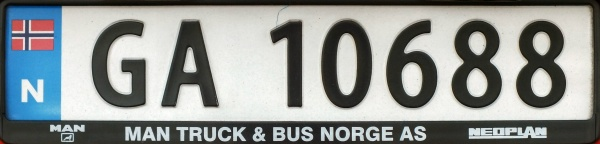
Kennzeichen für Fahrzeuge mit Gas-Antrieb

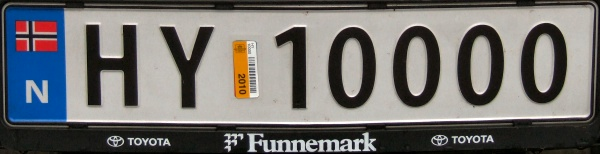
Kennzeichen für Fahrzeuge mit Wasserstoff-Antrieb

Die Buchstaben I, M, O, Q, Æ, Ø und Å werden nicht verwendet. Die Buchstaben G und W, die zunächst nicht in Gebrauch waren, wurden bei einzelnen Buchstabenkombinationen für Motorräder-, Anhänger- und Händlerkennzeichen genutzt.
Bestimmte Fahrzeuggruppen erhalten landesweit vom jeweiligen Zulassungsort unabhängige Kürzel. Dies sind:
- CD: Diplomatenkennzeichen
- EL, EK, EV, EB, EC, ED, EE, EF, EH: Fahrzeuge mit elektrischem Antrieb
- FE: ehemalige Militärfahrzeuge
- GA: Fahrzeuge mit Gasantrieb
- HY: Fahrzeuge mit Wasserstoffantrieb

Hier werden nur die Buchstabenkombinationen der allgemeinen Reihe (Personen- und Lastkraftwagen) gelistet. Die Kennzeichen für Motorräder und Anhänger sowie die Händlerkennzeichen werden jetzt landesweit vergeben.
| Provinz (Fylke)       | Stadt/Region    | Buchstabenkombinationen                |
| --------------------- | --------------- | -------------------------------------- |
| Østfold               | Fredrikstad     | AR AS                                  |
| Østfold               | Halden          | AA                                     |
| Østfold               | Moss            | AX AY                                  |
| Østfold               | Mysen           | AJ                                     |
| Østfold               | Sarpsborg       | AD AE                                  |
| Akershus              | Asker und Bærum | BL BN BP BR BS BT BU                   |
| Akershus              | Drøbak          | BC BD BE                               |
| Akershus              | Jessheim        | CV                                     |
| Akershus              | Romerike        | CC CE CF CH                            |
| Oslo                  | Oslo 1          | DA DB DC DD DE DF DH DJ DK DL DN DP DR |
| Innlandet             | Elverum         | HB                                     |
| Innlandet             | Hamar           | FS FT                                  |
| Innlandet             | Kongsvinger     | HJ HK                                  |
| Innlandet             | Tynset          | HF                                     |
| Innlandet             | Fagernes        | JR                                     |
| Innlandet             | Gjøvik          | JC JD                                  |
| Innlandet             | Lillehammer     | HS HT                                  |
| Innlandet             | Otta            | HZ                                     |
| Buskerud              | Drammen         | KE KF KH KJ                            |
| Buskerud              | Hallingdal      | KB                                     |
| Buskerud              | Kongsberg       | KT KU                                  |
| Buskerud              | Ringerike       | JU JV                                  |
| Vestfold              | Horten          | KZ                                     |
| Vestfold              | Larvik          | LS                                     |
| Vestfold              | Sandefjord      | LY                                     |
| Vestfold              | Tønsberg        | LH LJ                                  |
| Telemark              | Notodden        | NV                                     |
| Telemark              | Rjukan          | PA                                     |
| Telemark              | Skien 2         | ND NE NF NH                            |
| Agder                 | Arendal         | PC PD                                  |
| Agder                 | Setesdal        | PL                                     |
| Agder                 | Flekkefjord     | RA                                     |
| Agder                 | Kristiansand    | PN PP PR PS PT                         |
| Agder                 | Mandal          | PX                                     |
| Rogaland              | Egersund        | RZ                                     |
| Rogaland              | Haugesund       | SC SD                                  |
| Rogaland              | Stavanger       | RE RF RH RJ RK RL                      |
| Vestland              | Bergen          | SN SP SR ST SU SV SX                   |
| Vestland              | Odda            | TS                                     |
| Vestland              | Stord           | TL                                     |
| Vestland              | Voss            | TF                                     |
| Vestland              | Førde           | TV                                     |
| Vestland              | Nordfjordeid    | UA                                     |
| Vestland              | Sogndal         | UC                                     |
| Møre og Romsdal       | Kristiansund    | UX                                     |
| Møre og Romsdal       | Molde           | UR US                                  |
| Møre og Romsdal       | Sunndalsøra     | VB                                     |
| Møre og Romsdal       | Ørsta           | UN                                     |
| Møre og Romsdal       | Ålesund         | UE UF                                  |
| Trøndelag             | Brekstad        | XA                                     |
| Trøndelag             | Levanger 4      | XL XK                                  |
| Trøndelag             | Namsos          | XR                                     |
| Trøndelag             | Orkdal          | VX                                     |
| Trøndelag             | Steinkjer       | XD                                     |
| Trøndelag             | Stjørdal        | XN                                     |
| Trøndelag             | Støren 3        | VT                                     |
| Trøndelag             | Trondheim       | VD VE VF VH VJ                         |
| Nordland              | Bodø            | YE YF                                  |
| Nordland              | Fauske          | YK                                     |
| Nordland              | Mo i Rana       | YA                                     |
| Nordland              | Mosjøen         | XV                                     |
| Nordland              | Narvik          | YN                                     |
| Nordland              | Sortland        | YU                                     |
| Nordland              | Svolvær         | YT                                     |
| Troms mit Spitzbergen | Finnsnes        | ZF ZD                                  |
| Troms mit Spitzbergen | Harstad         | YZ ZA                                  |
| Troms mit Spitzbergen | Storslett       | FK                                     |
| Troms mit Spitzbergen | Svalbard        | ZN                                     |
| Troms mit Spitzbergen | Tromsø          | ZE ZH                                  |
| Finnmark              | Alta            | ZT                                     |
| Finnmark              | Hammerfest      | ZX                                     |
| Finnmark              | Kirkenes        | ZS                                     |
| Finnmark              | Lakselv         | ZZ                                     |
| Finnmark              | Vadsø           | ZP                                     |

Weitere Informationen befinden sich im Artikel Systematik der Kfz-Kennzeichen (Norwegen).

## Nachweise
1. ↑  Artikel zur Schrift der norwegischen Kfz-Kennzeichen (norwegisch) (8. Januar 2013)
2. ↑  Statens vegvesen - Informationen über Plaketten (Memento des Originals vom 25. Oktober 2012 im Internet Archive)  Info: Der Archivlink wurde automatisch eingesetzt und noch nicht geprüft. Bitte prüfe Original- und Archivlink gemäß Anleitung und entferne dann diesen Hinweis.
3. ↑  Statens vegvesen - Prøvekjennemerker (Memento des Originals vom 25. Oktober 2012 im Internet Archive)  Info: Der Archivlink wurde automatisch eingesetzt und noch nicht geprüft. Bitte prüfe Original- und Archivlink gemäß Anleitung und entferne dann diesen Hinweis.
4. ↑  Diplomatische Kodes bei Olavsplates
5. ↑  Buchstabenkombinationen bei Olavsplates